# Kênh ion

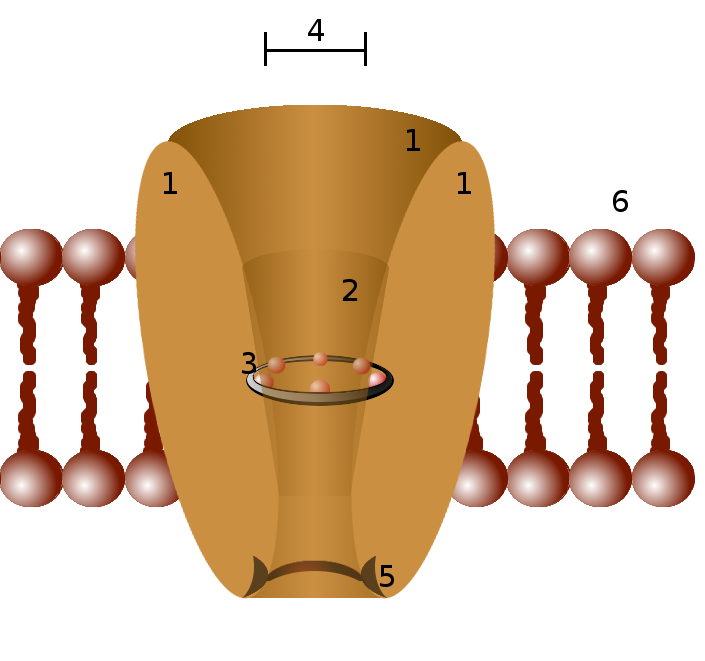
Sơ đồ nguyên lý của một kênh ion. 1 - miền protein (thường là bốn miền/kênh), 2 - vùng ngoài, 3 - bộ lọc, 4 - đường kính bộ lọc, 5 - vị trí phosphoryl hóa, 6 - màng tế bào.

Kênh ion là protein màng cho phép các ion đi qua màng tế bào. Kênh ion thiết lập điện thế nghỉ, hình thành điện thế hoạt động và các tín hiệu điện khác nhờ đóng/mở dòng chảy của ion qua màng tế bào nhằm kiểm soát dòng chảy của ion và điều chỉnh khối lượng tế bào. Kênh có mặt trong màng của tất cả các tế bào.
Nghiên cứu về các kênh ion là nhiệm vụ của bộ mon lý sinh học, điện sinh lý và dược lý, vơi các kỹ thuật như kẹp điện áp, hóa mô miễn dịch, tinh thể học tia X, nội soi huỳnh quang và RT-PCR.